# Juan Williams Rebolledo
Juan Williams Rebolledo (Curacaví, 14 de agosto de 1826-Santiago, 24 de junio de 1910) fue un marino y político chileno, comandante de la escuadra durante el inicio de la Guerra del Pacífico. Como político, fue elegido diputado por Valparaíso en el Congreso Nacional en 1867, y en 1873 fue elegido como concejal de la ciudad.

## Biografía

### Primeros años
Era hijo del marino inglés Juan Eduardo Williams Wilson, que había servido en la Armada chilena a las órdenes de Lord Thomas Cochrane, y de Micaela Rebolledo.
Ingresó en 1854 a la marina. Luego de comandar varias naves, en 1859 fue designado comandante de los Arsenales y gobernador marítimo de Atacama. En 1863 se hizo cargo de la Esmeralda, a cuyo mando participó en la guerra contra España; en esta contienda protagonizó el Combate Naval de Papudo, el 26 de noviembre de 1865, producto del cual la cañonera española Covadonga fue apresada.
En 1867 llegó a la Cámara de Diputados en representación de Valparaíso y seis años más tarde se convirtió en regidor municipal del puerto. En 1874 fue nombrado comandante general de marina. En 1912 fue nombrado contralmirante.

### Guerra del Pacífico
Al estallar el conflicto de Chile contra Perú y Bolivia en 1879, la Guerra del Pacífico, Williams fue nombrado comandante en jefe de las fuerzas navales chilenas. 
Williams Rebolledo dirige las acciones que llevan a la toma de los puertos bolivianos de Tocopilla y Cobija en marzo de 1879.
El plan del gobierno y del ministro de Guerra y Marina, Basilio Urrutia, era atacar con la escuadra chilena a la flota peruana que se encontraba en reparaciones en el Callao. Williams, se opuso tenazmente a este plan, proponiendo en cambio un bloqueo del puerto peruano de Iquique con la escuadra, con el propósito de tomar los puertos y caletas del norte que servían como centros de abastecimiento del ejército boliviano. La razón del rechazo a atacar a la flota peruana era la baja autonomía de la flota chilena, que la obligaría a repostar en puertos del Perú, en los que no se tenía control, exponiendo a las naves a un ataque mientras permanecían fondeados y desprovistos de carbón. Además dicha incapacidad dio tiempo a Perú para reforzar las defensas del Callao y preparar sus buques.
Cuando al comandante chileno es obligado por el ministro de la Guerra, José Francisco Vergara, quién a su vez, era ordenado por el presidente chileno Aníbal Pinto, deseoso de rescatar su popularidad a través de una gran hazaña militar, pone en marcha el plan de atacar al puerto peruano, estableciendo el bloqueo del puerto de Iquique y generando cambios en las comandancias de los buques, dejando a aquellos que fuesen más antiguos y desprovistos de material bélico, en la rada. 
Dispone, entonces, a la Esmeralda al mando del Capitán Arturo Prat Chacón y a la Covadonga, a cargo del Capitán  y Carlos Condell de la Haza. Dichas naves que se batirán el día 21 de mayo con el Huáscar y la Independencia en el Combate Naval de Iquique y el Combate naval de Punta Gruesa. El sacrificio de Prat y el triunfo de Condell hicieron que por el momento la opinión pública no diera cuenta del fracaso político que recayó en las espaldas del Almirante Williams.
Desde su buque insignia, la fragata blindada Blanco Encalada, Williams dirigió la campaña naval hasta que el almirante peruano Grau capturó el transporte Rímac, lo que generó duras críticas hacia Williams. Cansado y dolido por éstas, junto a una grave enfermedad bronquial, lo llevaron a presentar la renuncia. Fue reemplazado por el capitán de navío Galvarino Riveros Cárdenas.

### Últimos años
Tras ocupar diversos puestos en la marina, el 21 de enero de 1889 fue nombrado director de la Escuela Naval y en 1890 accedió nuevamente a la comandancia general. Sin embargo, al estallar la Guerra Civil de 1891 permaneció leal al gobierno del presidente Balmaceda y luego del término de ésta se le dio de baja.
Dos años antes de fallecer le fue concedido por ley especial el grado de vicealmirante.
Falleció en Santiago el 24 de junio de 1910.